# 臺灣與英國關係史
臺灣與英國關係史（臺英關係史）是指臺灣有信史以來，與英國雙方在歷史上的不同階段的關係，以及當前臺灣與英國的各項交流。英國是史上最早在臺設立領事館的國家:62。隨著中華民國政府遷臺，實際上已併入到中華民國與英國關係中。

## 荷治時期至明鄭時期
1600年，英國為拓展遠東地區的貿易市場而成立東印度公司。1632年，曾任職該公司的William Cambell即向公司建議，對明貿易的前提莫過於奪下荷蘭所據的福爾摩沙島。然而，礙於當時英國的實力無法與荷蘭匹敵，僅能以拖待變。:18
鄭氏集團入主臺灣後，1670年（明永曆二十四年），英國東印度公司商船航抵臺灣，與延平王鄭成功世子鄭經協議通商。1672年10月，雙方締結通商條約。:18隨後英國在安平、廈門先後成立商館。隨著英荷紛爭漸緩，1675年7月9日，英籍船隻飛鷹號（The Flying Eagle）航抵台灣，運抵大批槍砲火藥以及進獻王親貴族之禮品。此時，鄭經恰因西征參與三藩之役急需武器。雙方於同年補訂協約共10條。雙方貿易關係持續至明鄭滅亡為止。

## 清治時期
1841年（清道光二十二年）9月，第一次鴉片戰爭期間曾有英國軍艦吶爾不噠號（Nerbudda）停泊雞籠港（今基隆港），引起臺灣的清國守兵還擊。1842年（道光二十二年），亦有英船「阿吶」於臺灣中部大安溪的大安港上岸，為清軍所俘。之後吶爾不噠號及阿吶號共197名人員於臺南遭處決，為「吶爾不噠」號事件。引發英國全權大使樸鼎查就殺俘事件提出抗議。閩浙總督怡良被委任為欽差大臣前往臺灣。據怡良經調查後所述，達洪阿及姚瑩承認虛報。 1843年4月，他們被召回京及經審訊後投獄。

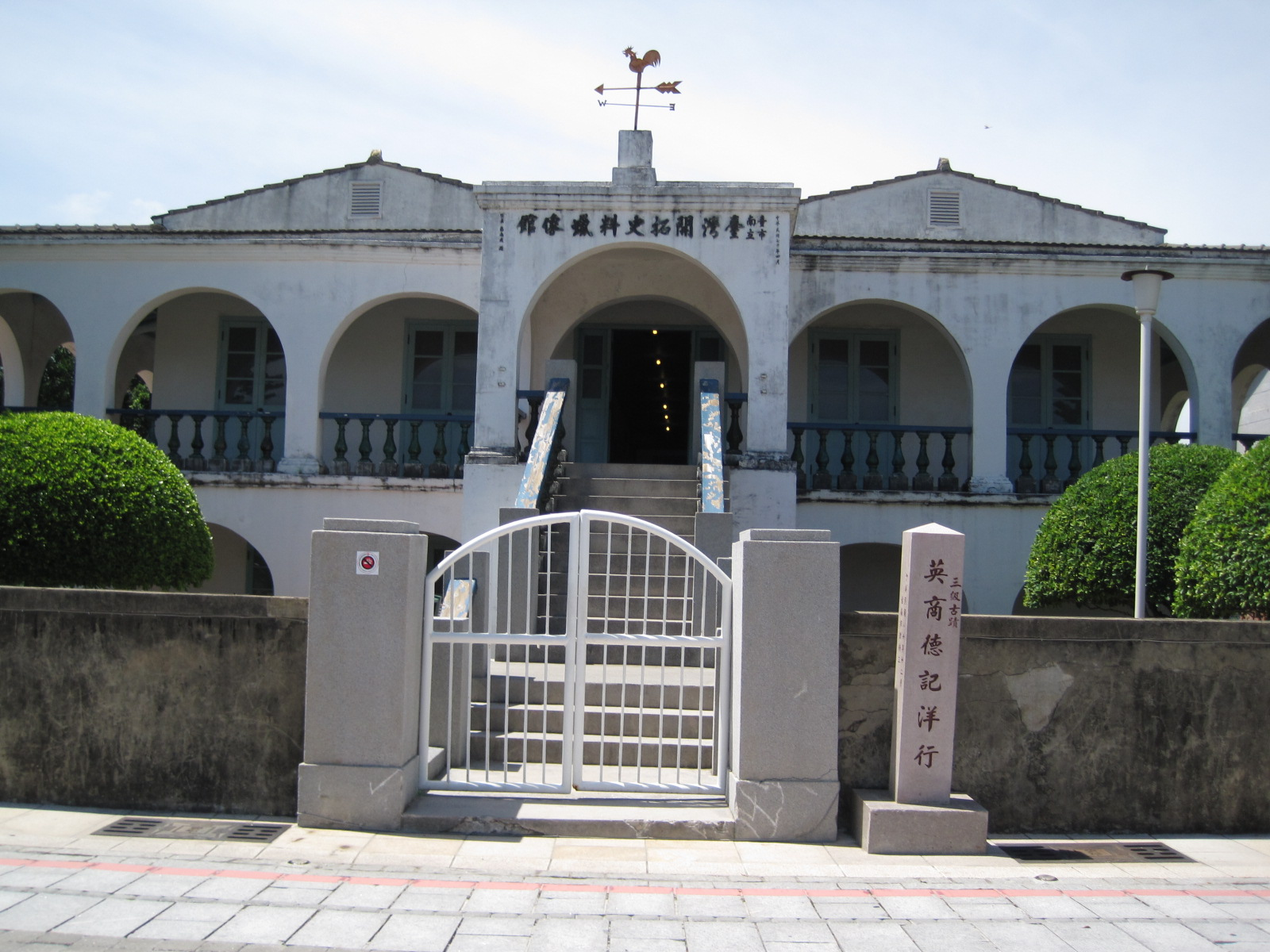
位於安平的原英商德記洋行，現為臺灣開拓史料蠟像館

1858年（清咸豐八年），清政府在第一次英法聯軍戰敗後與英國等國簽訂《天津條約》。對英國增開牛莊（後改營口）、登州（後改煙臺）、台灣（今台南安平舊港）、淡水、打狗（今高雄港）、雞籠（今基隆港）、潮州（後改汕頭）、瓊州、南京及鎮江、漢口、九江為通商口岸。
1861年，英國於淡水設立領事館，並於1867年與清廷訂定《紅毛城永久租約》，自隔年開始以每年十兩紋銀的租金永久租用淡水紅毛城，同時遷館於該處並大幅修葺之，稱其為「舊荷蘭城堡」。首任代理領事威廉·古格里（William Gregory）與數名海關助理在紅毛城辦公。
1861年7月，英國駐臺領事郇和（Robert Swinhoe）四度訪臺後開埠，1862年7月18日在滬尾設洋關開市。開港後，英國、荷蘭、法國、普魯士、比利時、意大利、奧大利、丹麥、西班牙、葡萄牙、美國、日本、秘魯、巴西等國商船紛紛前來貿易。臺灣清治時期除德意志帝國於1886年設館外，英國駐臺領事亦兼攝他國領事事務。
臺灣開港後，亦有英國商業公司來臺經營。1867年（同治六年）5月，原在中國廈門的德記洋行（Tait）派代表馬遜（J.C. Masson）與布爾士（R.H. Bruce）來台發展，並向臺灣道租借英國駐安平領事館（今臺南市安平區西門國民小學）北側海灘地興建洋房倉庫，同時在台北也設有據點；其主要業務是出口茶葉，亦有經營糖及樟腦等事業。除德記洋行外，亦有英商和記洋行（Boyd & Co.）、英商怡記洋行（Elles & Co.）來臺設館經營。
此時期來臺的英商以蘇格蘭茶商約翰·陶德（John Dodd）最為知名，陶德於1860年首次抵臺。引進廈門與福州技工精製烏龍茶，並外銷到美國廣受好評，帶起台灣茶業的風潮，他也因此被譽為「臺灣烏龍茶之父」。陶德與克勞福德·柯爾（Crawford Kerr）合夥設立了寶順洋行，1867年5月2日成為怡和洋行的代理商，由李春生擔任買辦。
1866年（清同治五年），英國軍艦托武號（Doob）來臺測量臺灣沿海，其小船在鵝鑾鼻受到原住民攻擊。:108
1867年（清同治六年），英國軍艦細魯比亞號（Sylvia）來臺測量，其測量隊亦在鵝鑾鼻受到原住民攻擊。:108細魯比亞號在航經臺灣東部時，發現雪山，遂以Mt.Sylvia為雪山命名。
1868年（清同治七年）4月，發生英國人荷恩（James Horn）承領自稱淡水德國領事的商人詹姆斯·美利士（James Milisch）所給執照，前往噶瑪蘭廳（今宜蘭）南澳建立殖民地的大南澳事件，引起清國官方向英國政府抗議。最後荷恩於隔年（1869年）乘船遇風溺斃，事件才告一段落。
1868年（清同治七年）底，爆發清國和英國之間因為樟腦問題而引發的糾紛，雙方談判破裂導致英國於11月25日派英艦Algrine號及Bustard號進入打狗港，轉向安平英軍進攻安平水師鎮，一度攻陷占領安平全市街，英艦開砲，船砲命中安平古堡城內軍火庫引發爆炸，是為樟腦戰爭。戰後雙方於11月29日簽訂《樟腦條約》，清方除了必須賠償費用外，並必須放棄樟腦專賣。

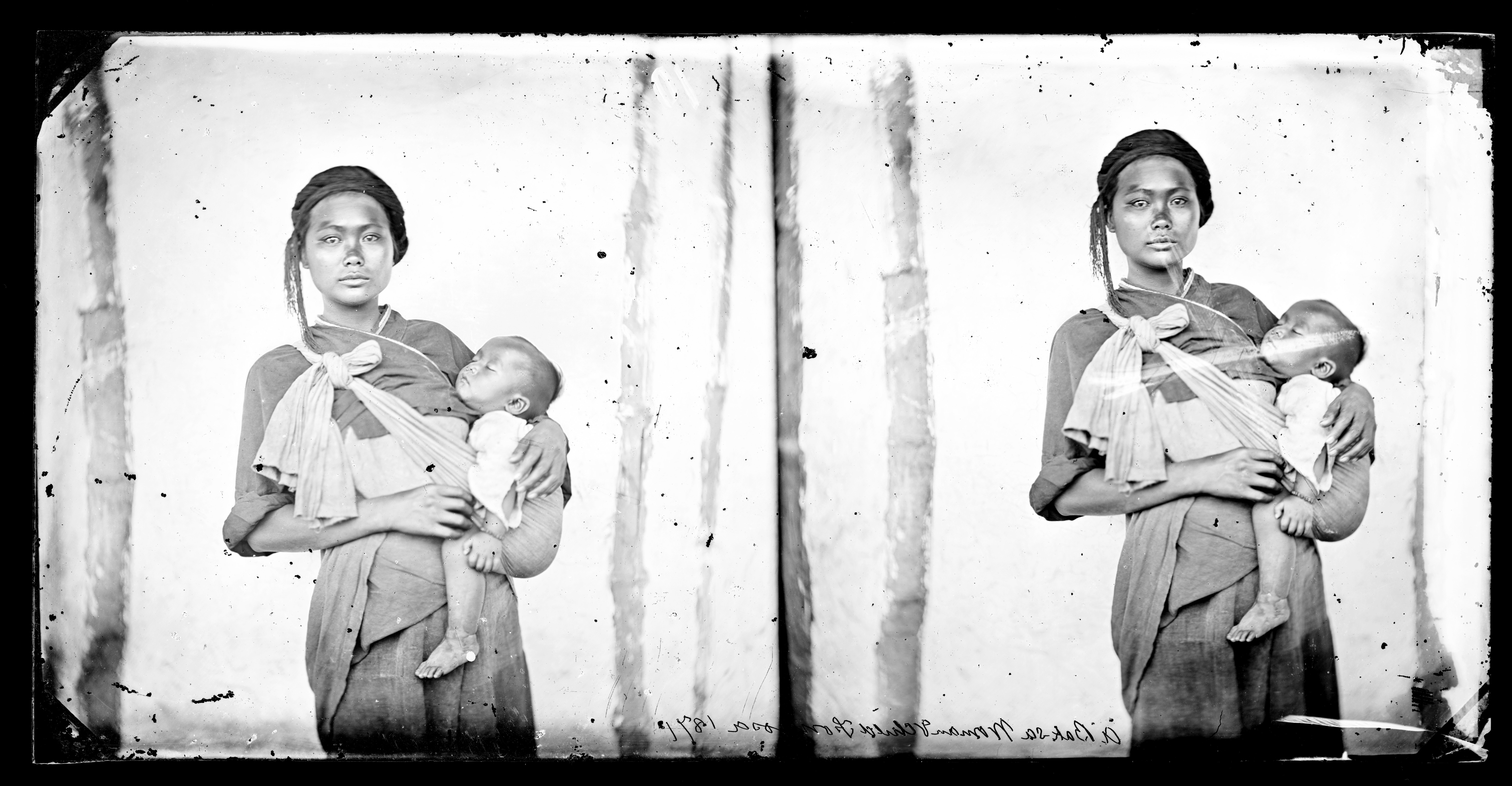
1871年約翰·湯姆生所攝鳳山縣木柵里（今高雄市內門區）西拉雅族女子與嬰兒。根據湯姆生的圖說與後來的研究，他們並非母子。

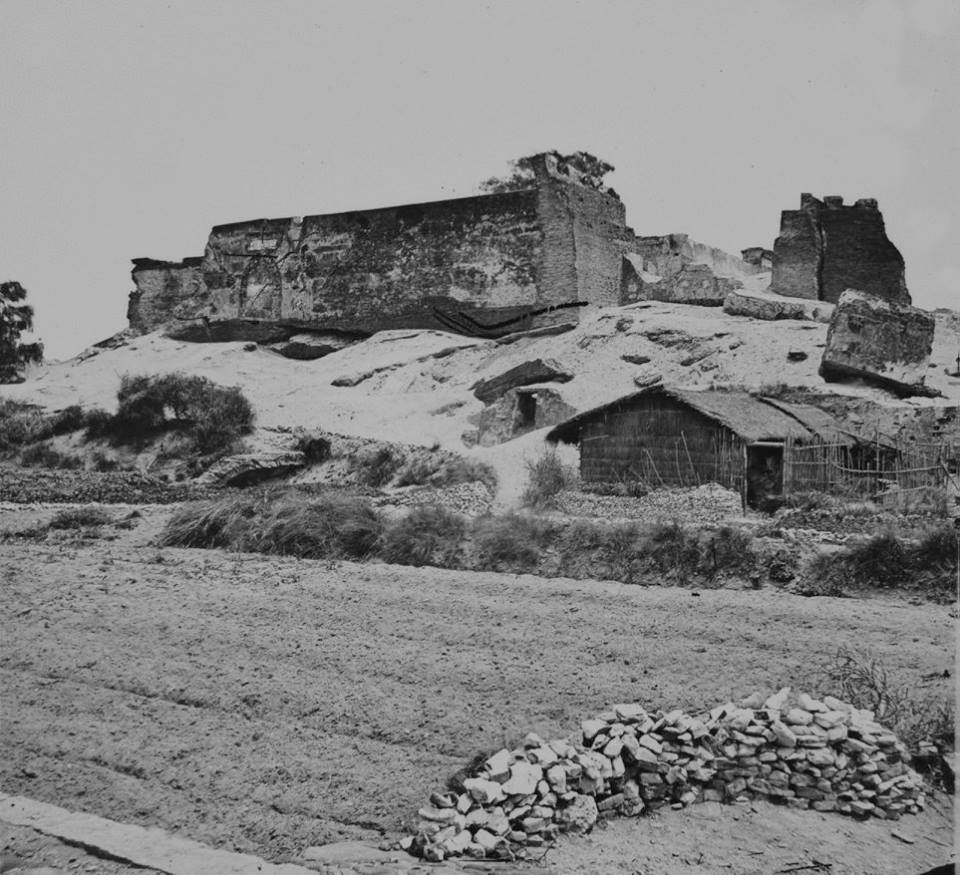
1871年約翰·湯姆生所拍的熱蘭遮城舊照。

此時期亦出現英國探險家及傳教士來臺探險與傳教，留下許多報告。如曾任打狗領事的郇和，留下許多鳥類和哺乳動物記錄，先後發現了包括藍鷳、朱鸝在內的十數種臺灣特有鳥種和亞種。1863年來臺的英商必麒麟（William Pickering）等人，1866年5月有英國生物學家柯靈烏（Cuthbert Collingwood）來臺，從淡水到基隆。:16-32
約翰·湯姆生於1871年4月來臺，與馬雅各同行從臺南到高雄六龜，拍下了許多原住民平埔族照片，以及到臺南時所拍的熱蘭遮城遺跡。湯姆生於1877年在《皇家地理學會會刊》（P.R.G.S）發表臺灣之行的感觸，讚揚六龜里溪的生態，表示當他看到內門的石灰石險坡與山林時，終於明白為何葡萄牙人叫此「美麗之島」。:152-174
1881年4月至1882年4月，英國淡水海關稅務司韓威禮（William Hancock）來臺，採集蕨類，韓氏沙欏、韓氏耳蕨、韓氏烏毛蕨以紀念他命名。:54-77
傳教士則有1865年長老教會的馬雅各（James Laidlaw Maxwell，1836-1921）牧師來臺傳教，馬雅各為英國長老教會第一位駐臺灣宣教師。馬雅各在1865年登陸打狗，創設了台灣首座西式醫院，新樓醫院。此時亦有李庥（Hugh Ritchie，1840-1879）、甘為霖（William Campbell）、巴克禮（Thomas Barclay，1849-1935）英籍牧師來臺傳教。李庥牧師於1867年12月登陸打狗，前往協助馬雅各。李庥在打狗傳教，更曾前往山區及東臺灣傳教，1879年因瘧疾病逝於臺灣。甘為霖牧師於1871年來臺傳教，在臺南開設盲人學校，為臺灣第一間盲人學校。並編著《荷蘭統治下的福爾摩沙》、《廈門音新字典》等書；巴克禮牧師於1875年來臺，1876年在臺灣創辦臺南神學院，以及推動白話字運動(亦即臺語羅馬字拼音)，創辦《台灣教會公報》。1889年，蘇格蘭人宋忠堅牧師(Duncan Ferguson, 1860 - 1923)來臺，從事傳教，經營教會公報社。
1885年，英國長老教會在臺南創辦長榮中學，由英籍傳教師及教育家余饒理（George Ede，1854-1904，1883年首度來臺）出任首任校長。余饒理之後，宋忠堅及巴克禮接曾代理校長。

## 日治時期
1895年（清光緒二十一年、日明治二十八年），清政府因日清戰爭戰敗，與日本政府簽署《馬關條約》，將臺灣與澎湖割讓給日本。臺灣當地出現臺灣民主國對抗日軍，10月19日臺灣民主國將領劉永福逃回中國、臺南陷入一片混亂，日軍當時兵臨城下準備展開總攻擊。受到臺南城內混亂影響的本地仕紳拜託英國籍的巴克禮牧師與同為英籍的宋忠堅牧師前往會面日軍。兩位牧師於10月20日在19名護衛的陪同下，攜帶上百位仕紳具名簽署的委託書前往交涉。巴克禮一行人沒有轎夫敢前往日軍軍營的狀況下，只能帶著請願書，徒步出發。為了避免遭誤擊，他與同行者在黑暗中手提燈籠、唱著詩歌，持續走了幾英里，直到舉槍的日軍喝令他們停止、帶回盤查。10月21日清晨，巴克禮一行人抵達日軍駐紮的二層行溪畔（今嘉南藥理大學對面二行社區一帶），會見領軍的日本將領乃木希典。乃木得知眾人來意後，承諾日軍將不流血和平進城。於是巴克禮與隨行的臺灣人做為前導，帶領1000名騎兵和步兵排列成縱隊自小南門入城，臺南市民無一人受害。1897年，日本明治天皇特地授與巴克禮及宋忠堅五等旭日勳章，臺南市民亦頒贈捲軸來表彰他們的貢獻。
日治時期，淡水紅毛城仍作為英國領事館。
此時期來臺的英國人有出生於蘇格蘭的蘭大衛醫師( Dawei Lan , David Landsborough )，蘭大衛於1895年《馬關條約》簽訂割臺那年6月畢業於愛丁堡大學，旋即受英國海外傳教會派遣來臺從事醫療與傳教。10月，蘭大衛與梅監霧牧師 (Rev.Campbell N.Moody)、廉德烈牧師 (Rev.A.B. Nielson，1863-1937)離開家鄉，從英國乘船經香港、汕頭、廈門到臺灣。當時在臺南已有許多英國傳教士遭日軍軟禁，蘭大衛等人於12月18日抵臺南安平。1896年蘭大衛離開臺南，前往彰化行醫。1912年（大正元年）與來臺從事教育工作的女宣教士連瑪玉姑娘（Miss Marjorie Learner）結婚。1914年（大正三年）其子蘭大弼在臺灣出生。
1912年（大正元年），畢業於劍橋大學的英籍牧師萬榮華（Rev. Edward Band，1886-1971，出生於伯肯黑德）受英國長老教會之派來臺，萬榮華先到日本學習日語，1914年從日本回臺，任臺南的長老教中學（即長榮中學）校長。萬榮華在校長任內大力推廣足球運動，培養出強大的足球校隊。於1940年11月23日離臺。萬榮華編撰有 《Working His Purpose Out: the History of the English Presbyterian Mission, 1847~1947》（英國長老教會海外傳教百年史）及 《Barclay of Formosa》 （台灣的巴克禮）。
此時期臺灣人赴英留學者有板橋林家的林柏壽（倫敦大學經濟學院）及林克恭（劍橋大學，後專攻美術）、林鼎禮（林爾嘉三子，劍橋大學經濟科）；霧峰林家的林攀龍（林獻堂長子，牛津大學哲學）、蔡愛禮（蔡愛智三哥，醫學）、劉子安、吳開禮（航海）等人。在神學亦有在劍橋大學西敏斯特學院黃彰輝，獲宣教會補助赴英留學。據1941年調查的《臺灣歐美同學會名簿》及有關資料統計，赴英國留學者有19人（含香港7人），在留學歐美者中僅次於美國31人。
進入昭和時代以後，隨著日本軍閥氣燄高漲，日本政府也出現強占臺灣教會學校的跡象。當時英籍的萬榮華主動聘請日人出任校長。唯隨著日本反英美態度越來越強烈，在臺的西方傳教士也越行困窘，紛紛被迫離開臺灣。1940年（昭和十五年）11月22日，萬榮華離開臺灣，也是最後一位離開臺南的宣教士。
1941年日本偷襲珍珠港，對英國宣戰後，在英國的臺灣人陷入窘境。如黃彰輝因此陷入失去行動自由，1941年12月10日，黃彰輝獲信函告知他成為「敵國的外國人」 ，最後在英格蘭長老教會協助之下，才於1942年2月獲得通行許可證，解除其敵國人民行動限制。:221

## 中華民國時期（1945年迄今）

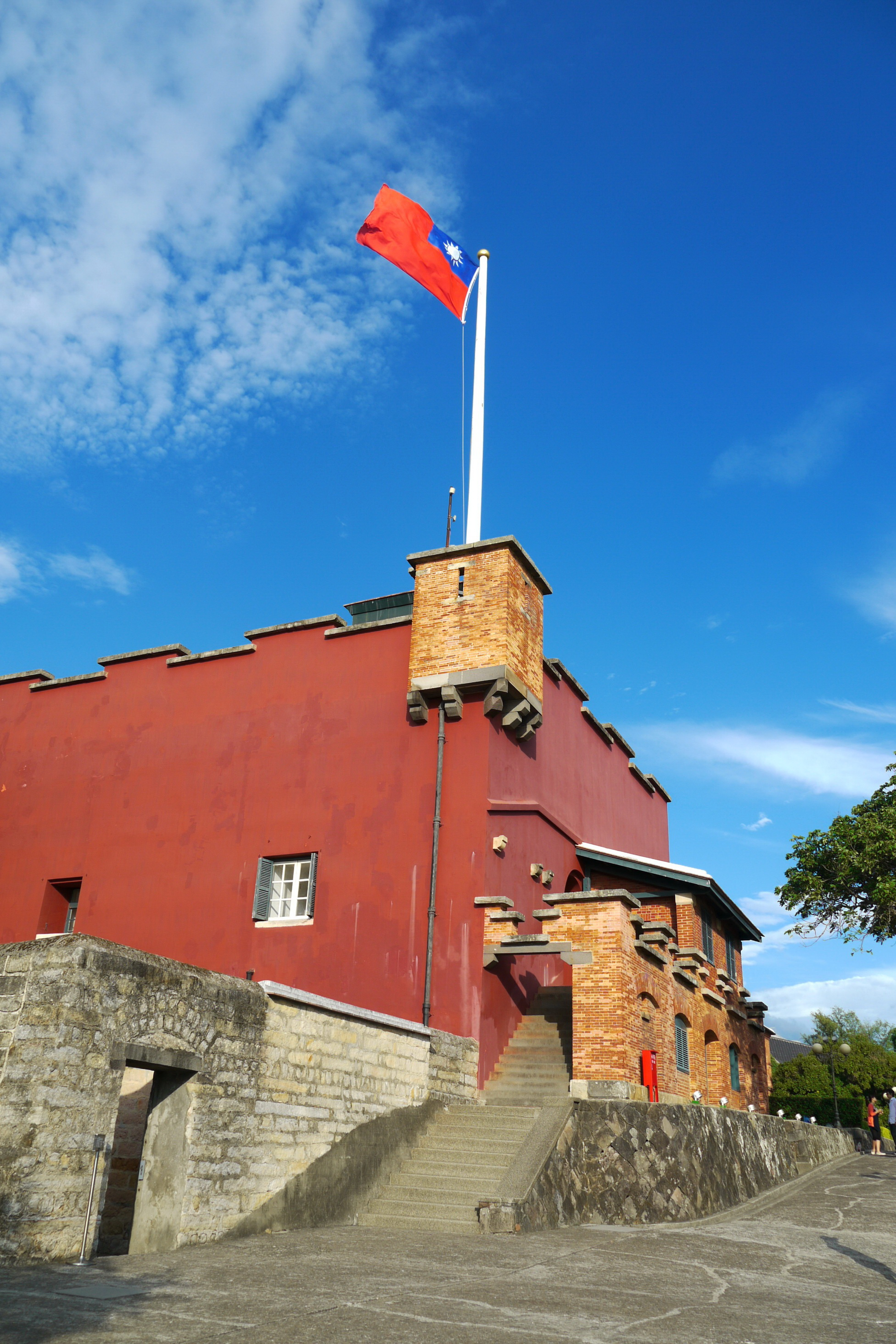
今淡水紅毛城，1972年前曾作為英國領事館

中華民國與英國的外交關係可分為兩個時期，代表中國的外交關係及遷台後的外交關係。
1950年1月6日，英國承認中華人民共和國（未建立外交關係），中華民國外交部發表聲明，對英斷絕邦交，撤回駐英大使:528。14日，外交部宣布關閉駐英國大使館。但英國於台北淡水設置的領事館（紅毛城）仍然維持其領務及商務功能，並實際上仍具有領事館的功能。同年7月26日，英國外交部官員肯尼斯·楊格發表書面聲明稱：「英國政府在法律上承認中共為中國之合法政府……台灣在法律上迄為日本領土，故無所謂台灣政府。日本投降後當時之中國政府，經其餘盟國之同意，取得台灣之臨時治理權，但仍須俟和約對其地位作最後之決定。」11月30日，英國在聯合國安全理事會上否決中共代表伍修權等提出之「美國侵略台灣案」。
1958年9月11日，英國外交大臣塞爾文·勞埃表示，美國協防外島乃至使用戰術性核武顯然會有連鎖反應的危險，而中華民國自外島撤軍則可加強其國際地位。:227-236，266
1970年5月8日，新任英國駐淡水領事戴斐（Thomas Duffy）抵達臺灣履任:787。為領事館撤館前最後一位正式派駐台灣的英國籍領事館館長。1972年3月13日，英國與中華人民共和國正式建立大使級外交關係，撤離駐淡水領事館，並將其交由澳洲駐中華民國大使館代理。1976年，英國成立「英國貿易促進會」（Anglo-Taiwan Trade Committee）倫敦會本部及台北辦事處，以後者代替1972年撤離的英國駐淡水領事館，其館舍紅毛城於1980年6月30日由中華民國政府正式收回。:291
1987年，英國貿易促進會駐台主任由曾經參與十大建設鐵路電氣化北迴線路段工程的工程師卜英騰（David Pointon）出任，其任內完成了英國駐台機構簽證機能的擴增及英國教育中心的創立。1993年，英國貿易促進會台北辦事處與英國教育中心合併為「英國貿易文化辦事處」（British Trade and Cultural Office, BTCO）。2015年5月26日起則為了反映該處實質業務內容及其作為英國政府駐外機構的本質，更名為「英國在台辦事處」。
2009年，英國在駐台處長麥瑞禮等方對台英關係的促進下，使該國首開先例，成為首個對台免除短期觀光簽證的西方國家，並致使歐盟諸國、加拿大及美國跟進:XI-XII, 265。
2018年7月，中華民國立法院院長蘇嘉全率團訪問英國國會，並會見上議院議長佛勒男爵、上議院副議長暨首相對台貿易特使福克納勛爵、下議院第一副議長霍伊爾爵士、台英國會小組主席伊凡斯、台英國會小組榮譽會長史迪爾勛爵。
2019年4月，英國衛生暨社會照護部副部長杜爾尼-普萊斯及外交部副部長菲爾德表示，英國將持續支持臺灣有意義參與不以國家為參與要件且可做出具體貢獻的國際組織，相信世界卫生大会（WHA）及世界衛生組織（WHO）技術性會議符合此等要件；英國在台辦事處亦表示，英國政府已向WHO表態支持臺灣以觀察員身分參加本年WHA，英國亦將繼續支持臺灣有意義參與WHA。同月15日，歐洲議會友台小組主席和英國、德國、法國等國會友台小組主席聯名致函WHO呼籲邀請台灣出席WHA。5月21日，英國衛生暨社會照護部副部長布萊克伍德在WHA以間接方式表達，全球化導致健康危機蔓延速度加快，將相關政府納入WHO更顯其重要，共享其處理全球健康安全議題寶貴經驗及專業。

## 外部連結
- 台英關係 （页面存档备份，存于），駐英國台北代表處。